# Station Exeter Central
Exeter Central is een spoorwegstation van National Rail in Exeter, Exeter in Engeland. Het station is eigendom van Network Rail en wordt beheerd door Great Western Railway. Het station is geopend in 1860.